# ’Snaz
Snaz — двойной концертный альбом британской группы Nazareth, вышедший в конце 1981 года.

## Об альбоме
Полное название диска — It’s Naz: на лицевой стороне пластинки изображена лишь часть надписи «'SNAZ», что многие ошибочно указывают, как название альбома; есть предположение (в т.ч. из-за отсутствия пробела), что это «провокация».
Альбом представляет собой запись концерта в «Пасифик Колизиум» в Ванкувере в мае 1981, состоявшегося в рамках гастрольного тура по Северной Америке. На плёнку было записано ещё несколько концертов того тура, но этот по мнению группы был самым лучшим.
В 2005 году альбом под номером 430 был включён в список 500 величайших рок- и металлических альбомов всех времён журнала Rock Hard.

## Список композиций
Диск первый
Все тексты написаны Manny Charlton, Dan McCafferty, Pete Agnew, Darrell Sweet, если не указано иначе.
| №   | Название                                                                   | Автор(ы)                                                       | Длительность |
| --- | -------------------------------------------------------------------------- | -------------------------------------------------------------- | ------------ |
| 1.  | «Telegram: On Your Way/So You Want to Be a Rock 'n' Roll Star/Sound Check» | Крис Хиллман, Roger McGuinn/Agnew, Charlton, McCafferty, Sweet | 6:33         |
| 2.  | «Razamanaz»                                                                |                                                                | 4:23         |
| 3.  | «I Want to (Do Everything for You)»                                        | Joe Tex                                                        | 5:16         |
| 4.  | «This Flight Tonight»                                                      | Joni Mitchell                                                  | 3:46         |
| 5.  | «Beggars Day»                                                              | Нилс Лофгрен                                                   | 3:37         |
| 6.  | «Every Young Man's Dream»                                                  | Sweet                                                          | 3:54         |
| 7.  | «Heart's Grown Cold»                                                       | Zal Cleminson                                                  | 5:51         |
| 8.  | «Java Blues»                                                               | Emmett Grogan, Rick Danko                                      | 5:06         |
| 9.  | «Cocaine»                                                                  | J.J. Cale                                                      | 5:04         |
| 10. | «Big Boy»                                                                  | Cleminson                                                      | 5:19         |

Диск второй
| №   | Название                            | Автор(ы)                                    | Длительность |
| --- | ----------------------------------- | ------------------------------------------- | ------------ |
| 1.  | «Holiday»                           |                                             | 3:40         |
| 2.  | «Dressed to Kill»                   |                                             | 3:55         |
| 3.  | «Hair Of The Dog»                   |                                             | 6:07         |
| 4.  | «Expect No Mercy»                   |                                             | 4:37         |
| 5.  | «Shapes of Things»                  | Jim McCarty, Keith Relf, Paul Samwell-Smith | 4:31         |
| 6.  | «Let Me Be Your Leader»             | Charlton                                    | 6:22         |
| 7.  | «Love Hurts»                        | Boudleaux Bryant                            | 4:44         |
| 8.  | «Tush»                              | Frank Beard, Billy Gibbons, Dusty Hill      | 3:59         |
| 9.  | «Juicy Lucy (Studio Track)»         |                                             | 4:17         |
| 10. | «Morning Dew (1981 Studio Version)» | Bonnie Dobson, Tim Rose                     | 3:55         |

## Участники записи
- Дэн Маккаферти — вокал
- Дэррелл Свит — ударные
- Пит Эгнью — бас-гитара
- Билли Ранкин — гитара
- Мэнни Чарлтон — гитара
- Джон Локк — клавишные